# 包含式
包含式（clusivity）在語言學上是指介於包容性與排除'的第一人稱代詞及动词之間的語法區分，亦稱為包容性的「我們」及排除性的「我們」。包容性的「我們」具體包括「談話對象」（addressee）（意即，「我們」表示出「你和我」），而排除性的「我們」明確地排除「談話對象」（「我們」表示出「他/她/他們」及我，但不包括「你」)，不管可能涉及任何其他人。同時想像這種區分卻可以在其他人稱(特別是第二人稱)直接表現出，事實上第二人稱包含式的存在(你、你們及他們)在自然語言是有爭議的，並沒有得到很好的證明。
第一人稱包含式在达罗毗荼语系、澳大利亚原住民语言，及南島語系中是一個共同的特點，而且還發現存在東亞、南亞、西南亞、美洲的語言，及在一些克里奧爾語裡。閩南語語法也有這種區別，分別用「咱」（包含）和「阮」（不包含）兩個不同的代詞表示。一些非洲語言也有這種區別，比如富拉語。高加索以外的任何歐洲語系沒有這種語法的區分，但某些結構上可能在语义学上存有包含式或排除式等內涵。

## 範式示意圖

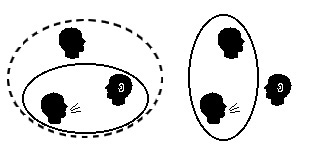
參考集合表示：包含式的形式(左)及和排除式的形式(右).

包含式範例可以被歸納為一個二乘二的表格：
|                 |      | 包含談話的對象嗎？   | 包含談話的對象嗎？ |
| 是              | 不是 |                      |                    |
| --------------- | ---- | -------------------- | ------------------ |
| 包含 說話者嗎？ | 是   | 包含式 我們 （咱們） | 排除式 我/我們     |
| 包含 說話者嗎？ | 不是 | 你/你們              | 他們               |

## 形態學
在某些語言裡，這三個第一人稱代詞看來無關。

## 動詞區別
例如，在馬拉賽-帕薩馬闊地語(Malecite-Passamaquoddy language)"我/我們有它(I/we have it)"表示：
Singular n-tíhin (第1人稱前綴 n-)
Exclusive n-tíhin-èn (第1人稱 n- + 複數後綴 -èn)
Inclusive k-tíhin-èn (排除式前綴 k- + 複數 -èn)

## 延伸閱讀
- Jim Chen, First Person Plural (analyzing the significance of inclusive and exclusive we in constitutional interpretation)
- Payne, Thomas E., , Cambridge University Press, 1997, ISBN 0-521-58224-5
- Filimonova, Elena (eds). (2005). Clusivity: Typological and case studies of the inclusive-exclusive distinction. Amsterdam: John Benjamins Publishing Company. ISBN 90-272-2974-0.